# ピサ植物園

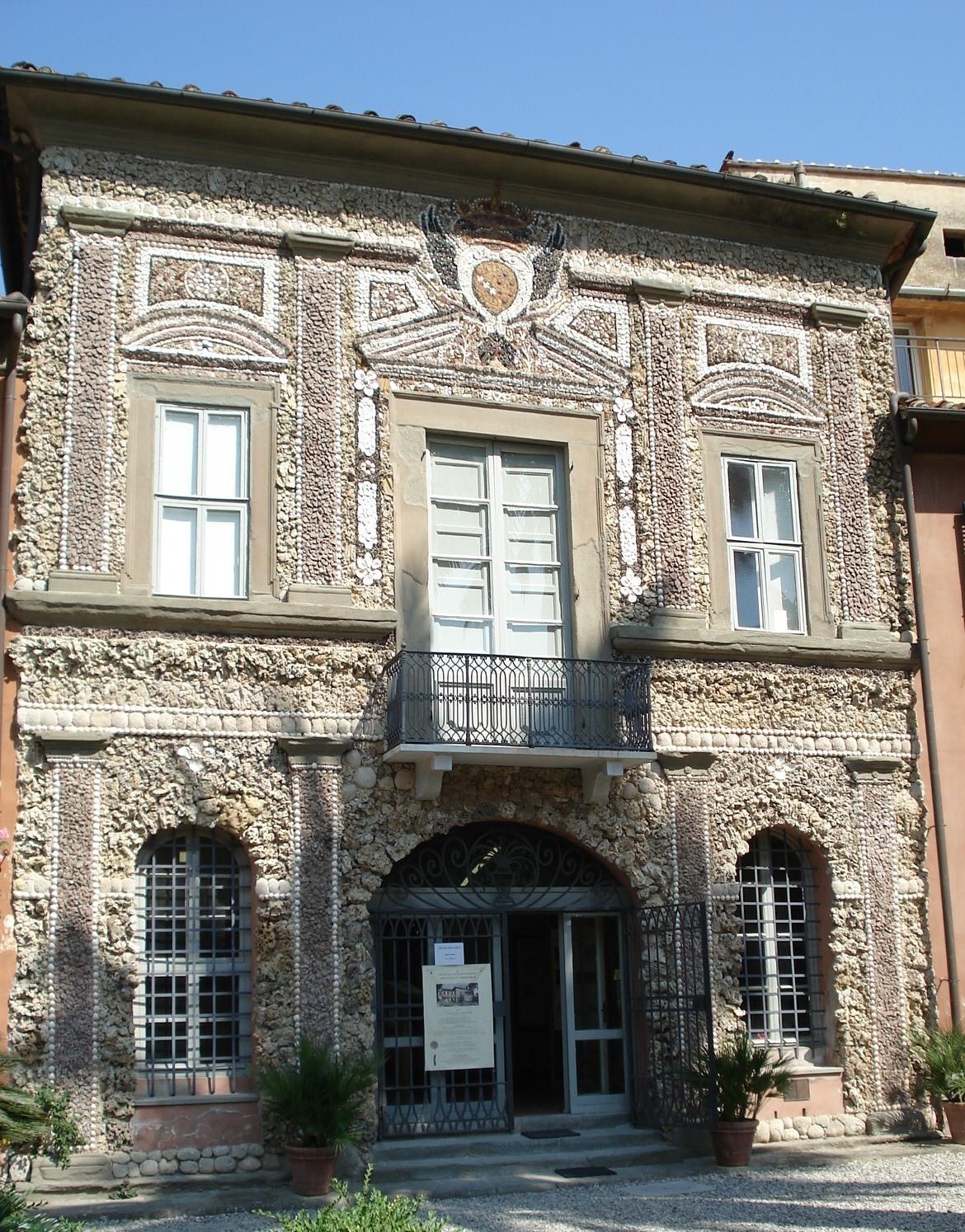
植物学研究所

ピサ植物園（ピサしょくぶつえん Orto botanico di Pisa）またはピサ大学植物園（Orto Botanico dell'Università di Pisa）はイタリアのピサにある植物園である。ピサの斜塔からローマ通り（Via Roma）を南へ10分程歩いた場所に入口がある。
医学教育のために大学に作られた植物園としては世界最古とされる。

## 概要
1544年に、初代トスカーナ大公、コジモ1世のもとでヨーロッパで最初の大学教育のための植物園といて創設された。高名な医学者、植物学者のルカ・ギーニと弟子たちによって各地の植物が集められた。最初、アルノ川沿いの造船所（arsenali medicei）近くに造られた植物園は 1563年にピサのサンタマルタ修道院（Chiesa di Santa Marta）の近くに移され、1591年に再び移転され、現在の場所になった。これらの初期の時代から植物園には博物学の展示館（現在のピサ大学自然史博物館、Museo di Storia Naturale）、図書館が含まれ、歴代の園長の肖像画が展示されている。

## 植物園の画像

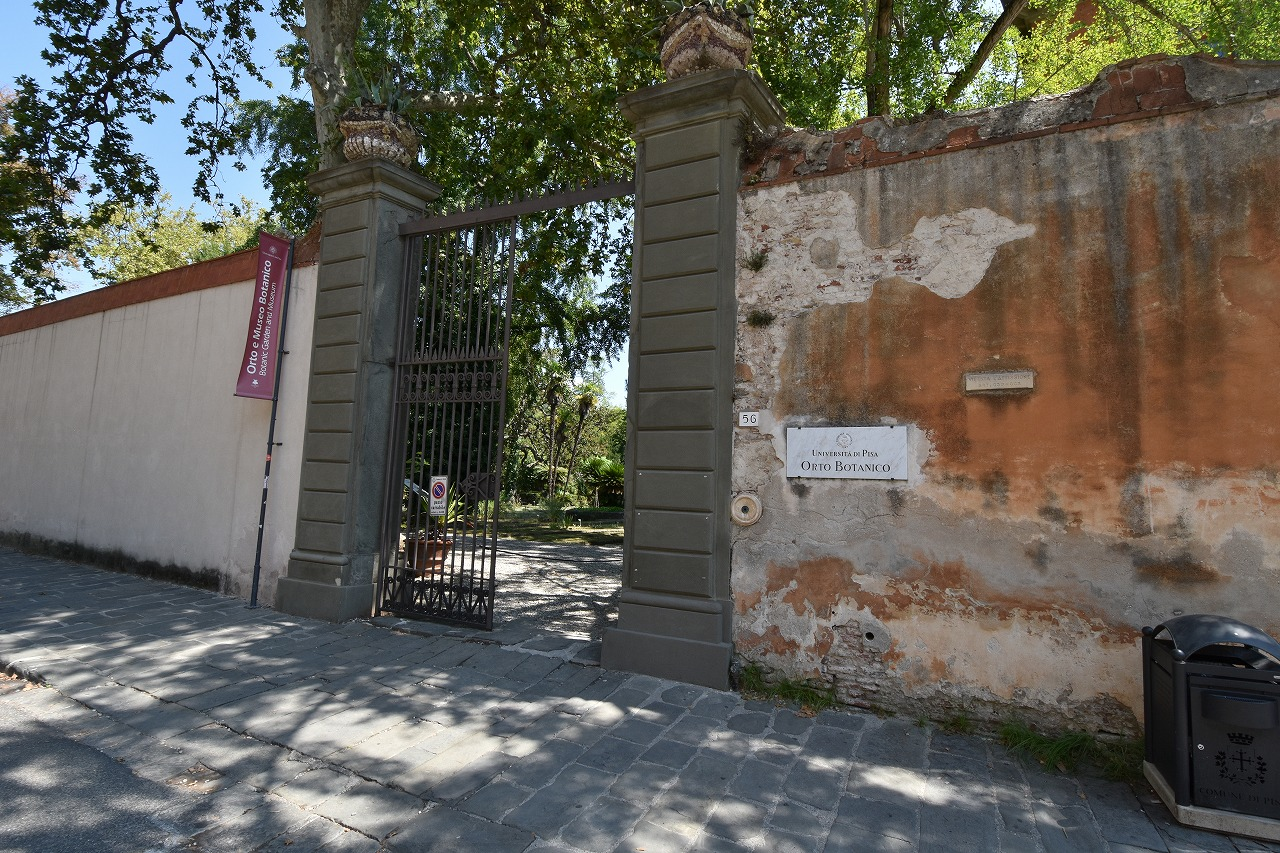
植物園入口
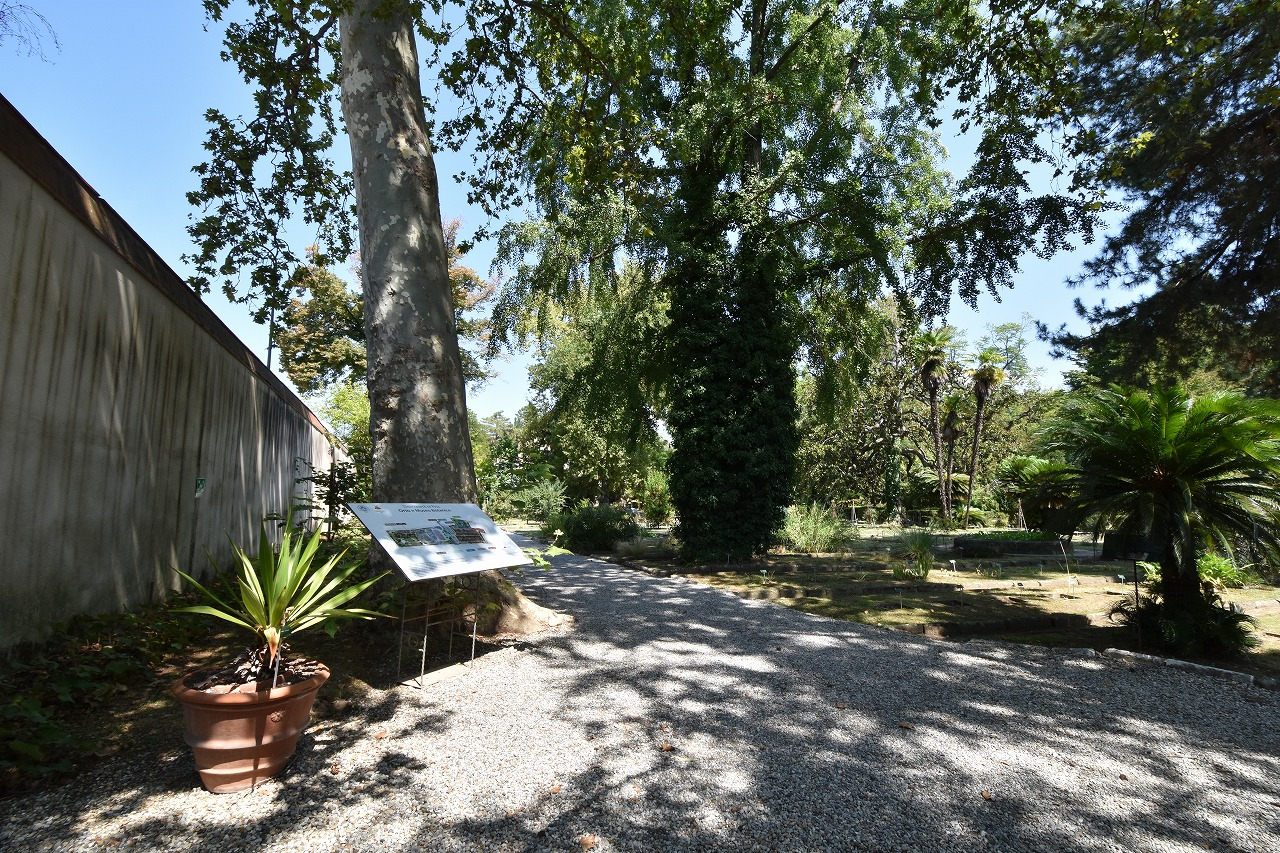
入口の壁の裏側に案内図が設置されている。
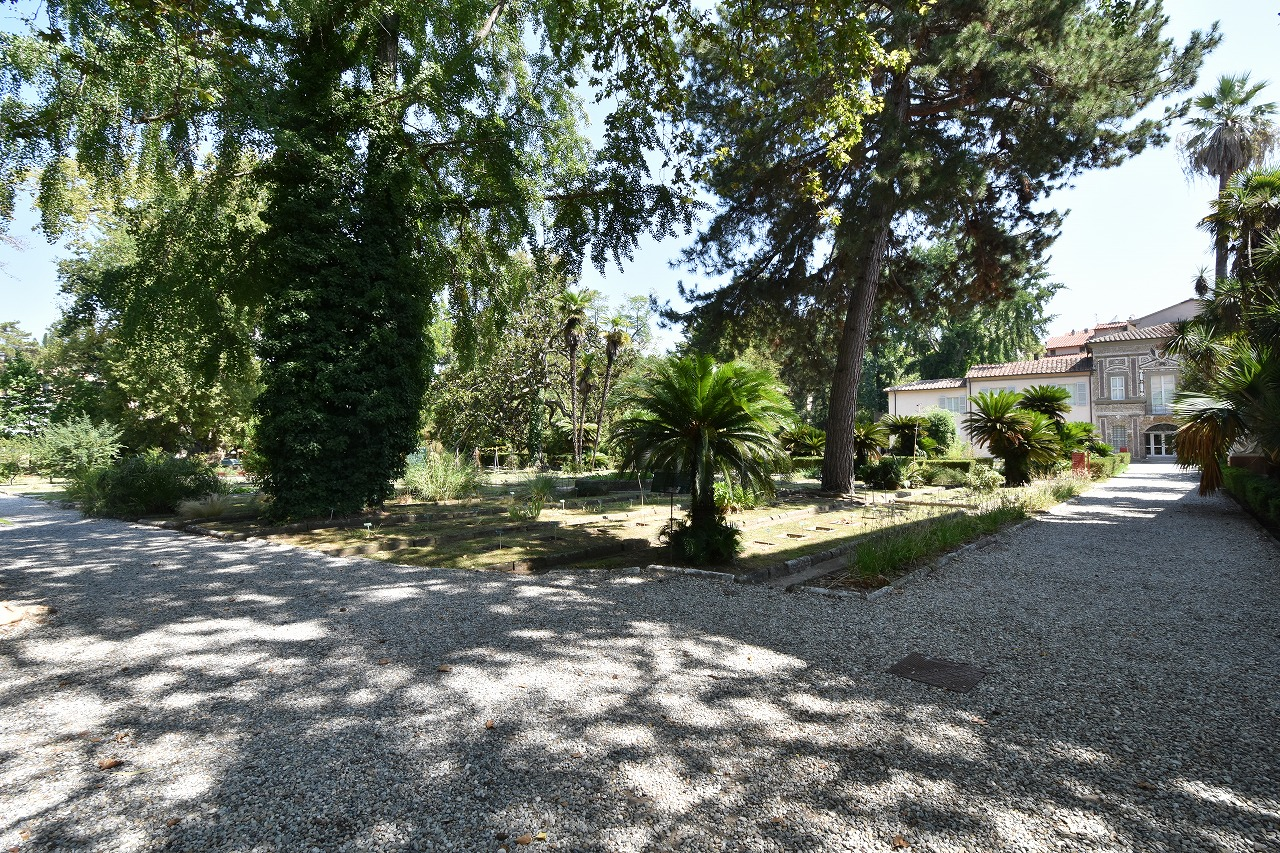
入口から見た植物園全景
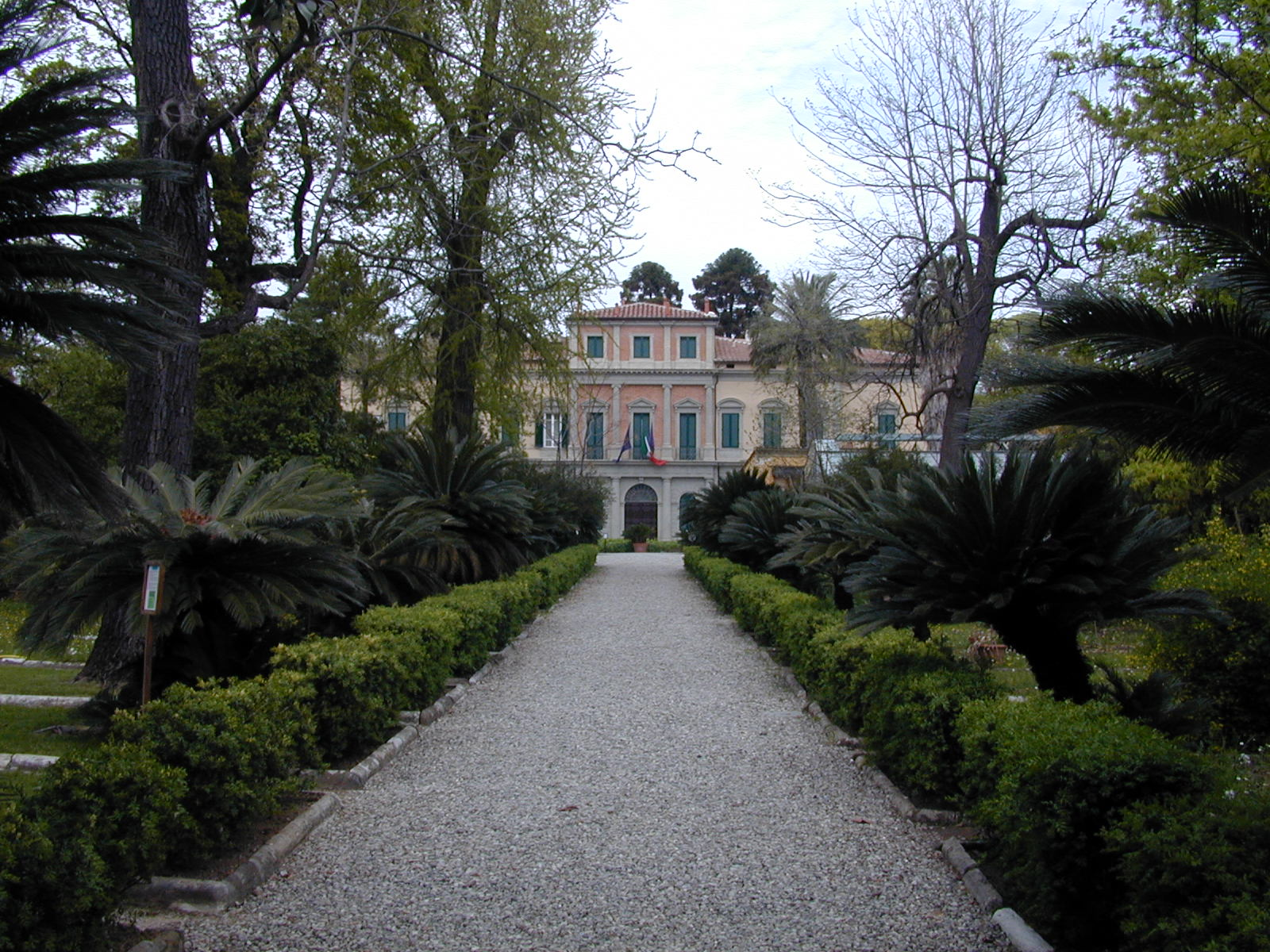
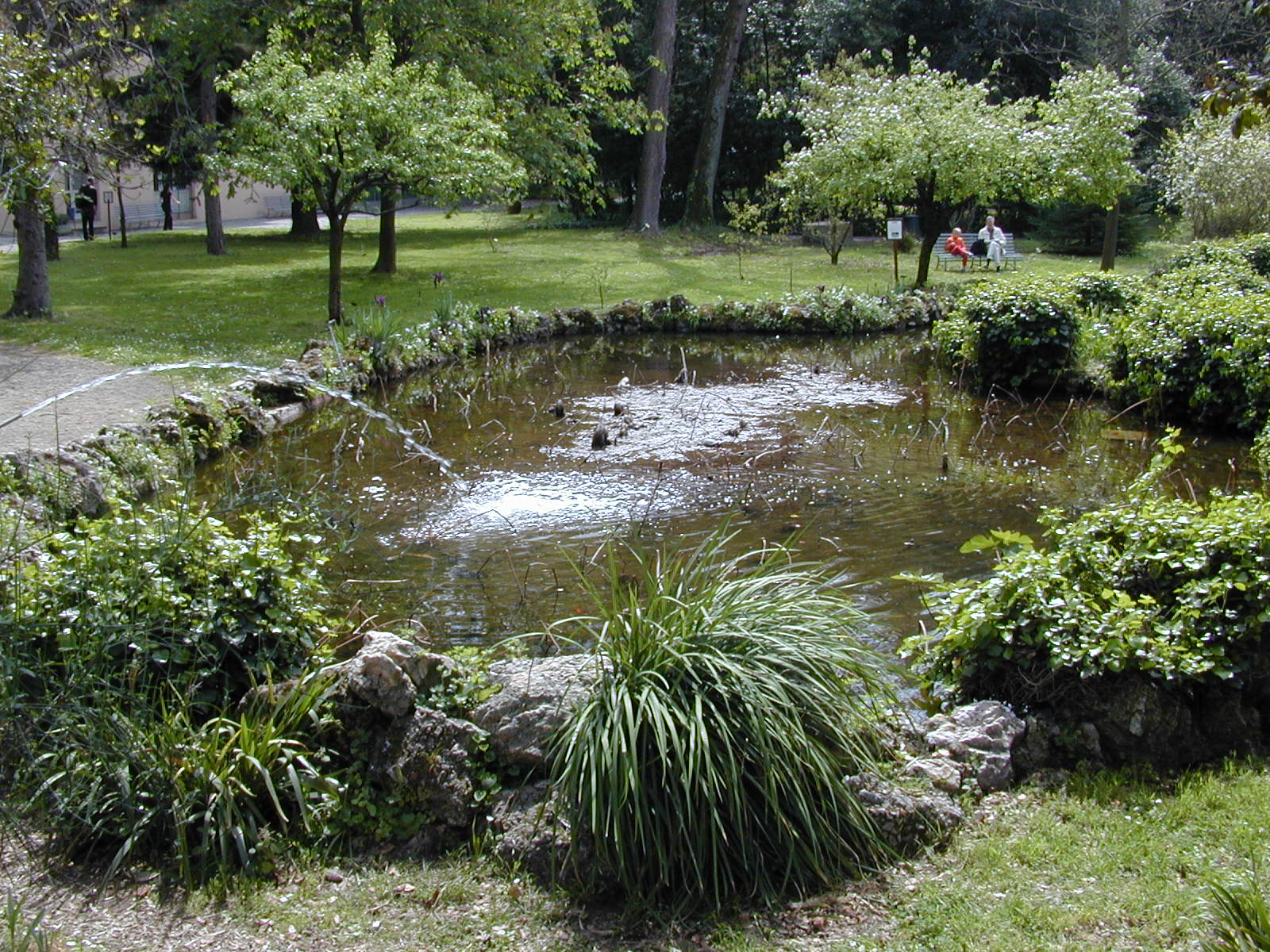
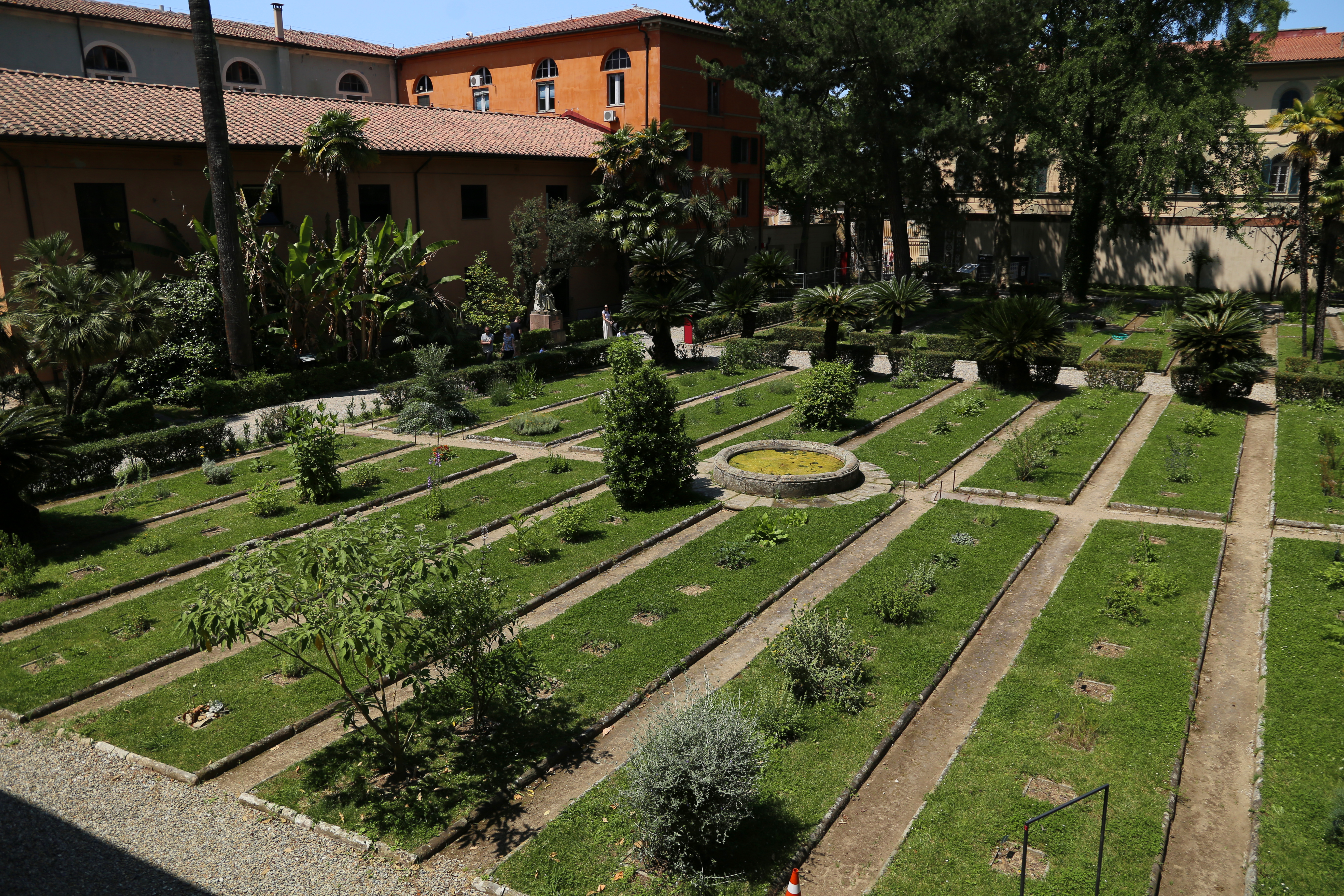